# Vasile Năstase
Vasile-Andrei Năstase (n. 16 octombrie 1963, Mândrești) este un jurnalist și politician moldovean, deputat în primul parlament al Republicii Moldova, membru-fondator al Platformei Civice „Demnitate și Adevăr”, unul din liderii mișcării protestatare din Moldova din septembrie 2015.
Este semnatar al Declarației de independență a Republicii Moldova și a fost cel mai tânăr deputat din primul parlament (la 25-26 de ani). La începutul anilor 1990 a făcut parte din Comitetul Executiv al Frontului Popular din Moldova.
A fost șef de secție la ziarul „Tinerimea Moldovei” (raionul Telenești) și  redactor-șef al ziarului „Glasul Națiunii”. A mai lucrat în calitate de director la postul Euro TV Chișinău, iar din 2008 este directorul postului “Radio 10”, care emite integral în limba română. Năstase a ajuns director la Euro TV Chișinău după ce în 2007, posturile „Euro TV” și „Antena C”, aflate la acel moment în gestiunea Consiliului municipal Chișinău, au fost privatizate cu ilegalități, Euro TV ajungând sub controlul PPCD, iar Antena C sub cel al PCRM. Atunci Vasile Năstase a fost acuzat de către colectivul de jurnaliști ai postului de introducerea cenzurii la Euro TV.
În 1996 a fost decorat cu medalia „Meritul Civic”, iar în 2012 cu Ordinul Republicii.
Din septembrie 2017 realizează emisiunea ”60 Minute cu Vasile Năstase” la Jurnal TV
Vasile Năstase are doi copii din două căsătorii.